# Laik (hudební skupina)
Laik je česká "kinder" punková hudební skupina z Plzně existující od roku 1995. Ve své tvorbě kombinuje prvky punk-rocku, rocku a folku a dále rozvíjí hravé, surrealistické a eklektické vlivy známě 
z tzv. plzeňské scény. Mezi hlavní motivy jejich písní patří zejména středověk a mezilidské vztahy podané většinou v sebeironizujícím a odlehčeném stylu. 

## Historie
Skupina prvně koncertovala v 20. 2. 1996 v divadle Dialog v Měšťanské besedě společně s Disharmoniky a skupinou Petr Mach. V té době jejími členy byli Filip Kasl, Vilém, Ministr zábavy (nepřítomen) a host Póťa. Po tomto koncertě byl do kapely přijat další člen – Eddy – který odehrál dnes již legendární koncert na festivalu Žízeň 96. 
V roce 1999 kapela prošla rozsáhlou rekonstrukcí. Z původní sestavy zbyl pouze Filip Kasl. Nově ale přišel Lombardo a Vladislav Šolc. V tomto složení kapela hrála až do roku 2003, kdy Lombarda vystřídal Miroslav Košťálek a také přibyl sólový kytarista Tomáš Pešek. 

## Obsazení
Členové skupiny
- Filip "Fík" Kasl – zpěv, kytara
- Vladislav "Pete" Šolc – baskytara, zpěv
- Tomáš Pešek – kytara, zpěv
- Miroslav Košťálek – bicí, zpěv

Bývalí členové
- Jan Chmelíř
- Zdeněk Vlček
- Vilém – tamburína
- Ministr zábavy
- Eddy – kytara
- Zuzan – baskytara
- Lombardo – bicí

## Diskografie
- Záhada zabijáka z pískoviště, 2000
- Šaškové, kejklíři a pimprlata, 2003, Sisyfos Records
- Alchymistova pětiletka, 2017

Ostatní
- Plzeň žije, 1997, Avik
- Plzeňská scéna III., Avik